# Lézerpont Látványtár

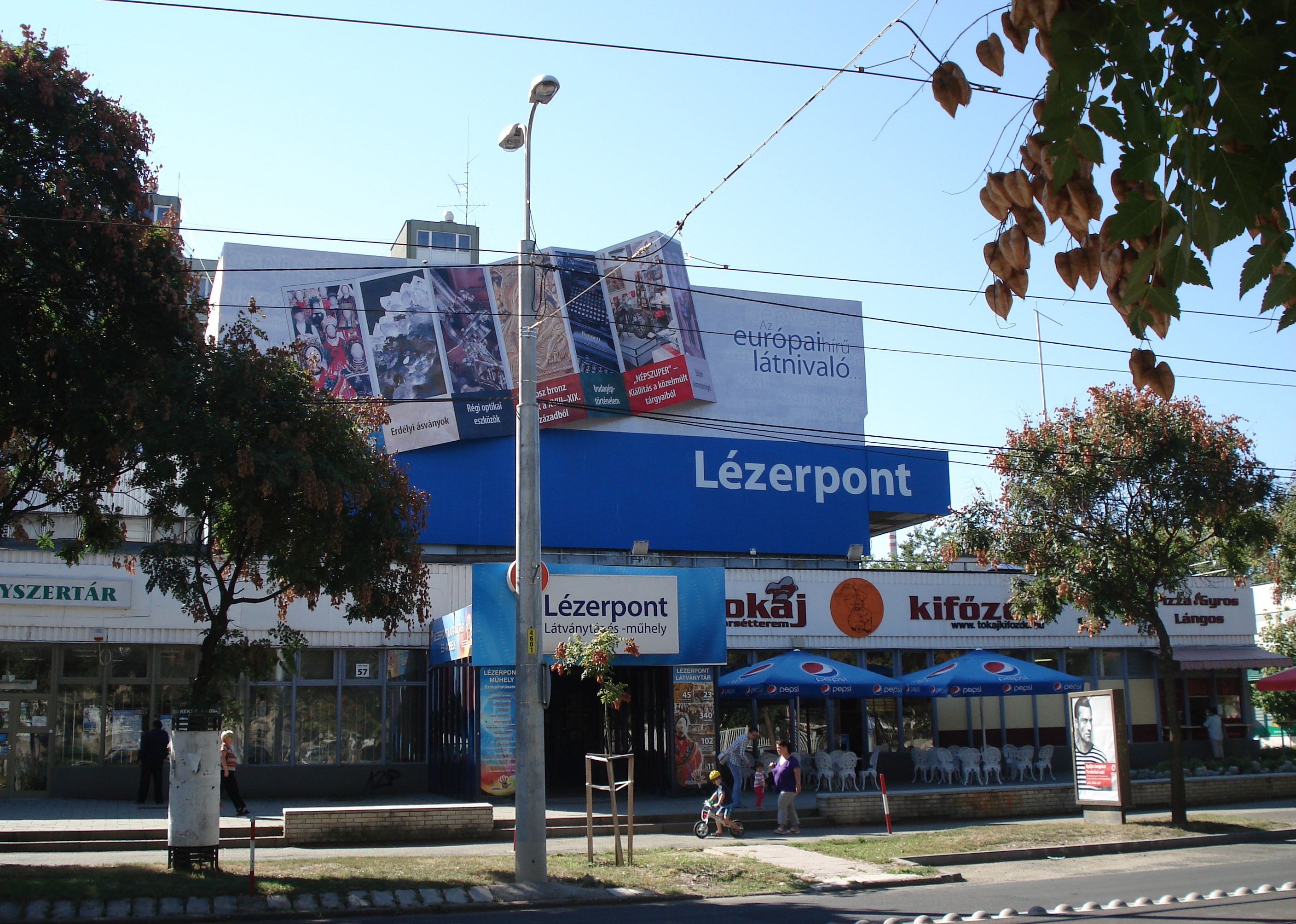
Lézerpont Látványtár

A Lézerpont Látványtár Miskolc egyik legújabb bemutatóhelye volt, ahol a Kárpát-medence népviseletét, a természettudományok és a közelmúlt tárgyi emlékeit lehet megtekinteni mintegy 600 négyzetméteren. A múzeum a Győri kapu 57. szám alatti, egykori Tokaj szolgáltatóházban található. Sorsáról az alapító Barna György halála után nem lehet sokat tudni, de a hírek szerint a népviseleti anyagot a Herman Ottó Múzeum átveszi.

## Története
A Lézerpont Látványtár hatalmas anyaga Barna György miskolci gyűjtő, üzletember három évtizeden át folyamatosan bővített magángyűjteményéből fejlődött ki. A gyűjtemény témakörei ennek megfelelően eltérőek, egy-egy konkrét témakört állítanak fókuszba. Megtekinthető itt a Kárpát-medence népviseletének eddig sosem látott kollekciója, a régi, már gyakorlatilag eltűnt kismesterségek emlékeit bemutató kiállítás, egy amolyan „nosztalgia”-részleg, amely az 1950-es, 1960-as évek tárgyi emlékeivel foglalkozik, azután az irodagépek és az optikai eszközök múltját bemutató szekció, végül az erdélyi ásványok csodáit bemutató tárlat. Ugyanakkor korabeli képeslapokról egy kis várostörténeti visszatekintés is látható.
A kiállítást Hiller István oktatási miniszter nyitotta meg 2008. április 11-én, az Európa kulturális fővárosa projekt részeként.

## Állandó kiállítások

### A Kárpát-medence népviselete
A kiállítás népviseleti részlege Európa legnagyobb ilyen jellegű bemutatója. A Kárpát-medence népeinek és nemzetiségeinek viseletei között több mint háromszáz eredeti, azaz nem újonnan készített öltözet tekinthető meg. Az eddigi első és utolsó, teljesnek mondott 1896-os millenniumi kiállítás népviseleti anyaga ennek a kollekciónak a nagyságát meg sem közelítette. A kiállított köznapi és ünnepi öltözeteket megjelenítő anyagból – a teljesség igénye nélkül, csupán példaszerűen – néhány terület: széki, mezőkövesdi, nyitrai, kéméndi, máramarosi, torockói, magyarvistai, kalocsai, ecseri, sióagárdi, kapuvári stb. öltözetek és kiegészítők.

### Eltűnő kismesterségek
A kiállításnak ebben a szekciójában a városi és falusi kismesterségek mára már szinte teljesen eltűnt emlékeit lehet megtekinteni. Láthatók itt az asztalos-, az órás-, a borbély-, a szabó-, a kovács-, a kerékgyártó, a suszter-, a kádár-, a szatócs-, a bőrös-, a nyerges- és a cipészmesterség tárgyait, eszközeit, több esetben berendezett környezetben.

### „Népszuper” kiállítás
A magyar szocializmus évtizedei során egy sajátosan jellegzetes tárgyi kultúra jött létre. A kiállítás „retró” részlege ennek a korszaknak a hangulatát idézi fel korabeli tárgyak bemutatásával. Láthatók itt plakátok, a korabeli politikai életet jellemző kitüntetések és oklevelek, akkori cigaretta- és csokoládéfélék, edények, rádiók (a kiállítási részleg az itt kiállított, a magyar Orion által gyártott Népszuper rádióról kapta a címét) és televíziók, de még motorkerékpárok is és sok más dolog.

### Irodagép történelem
A mechanikus írógépek a 19. század végétől gyakorlatilag a 20. század végéig főleg az irodák, hivatalok nélkülözhetetlen berendezései voltak, csak a számítógépes szövegszerkesztés szorította ki őket. A kiállításon a számos régi írógép mellett bemutatják a némileg rokon távíró és telex berendezéseket is. Láthatók még itt a számolás korábbi eszközei is: számolótáblák, logarlécek és mechanikus számológépek.

### Régi optikai eszközök
A kiállítás az optika fejlődésének történetét mutatja be, eszközeinek bemutatásával: mikroszkópok (1780-tól), fényképezőgépek, filmfelvevők és filmvetítők, a térképészet eszközei (teodolitok, szint- és szögmérők), távcsövek, nagyítók és szemüvegek.

### Erdélyi ásványok
A kiállítás keretében az erdélyi nemesfémbányákban talált ásványokat lehet megtekinteni, de vannak a világ más részeiről származó tételek is.